# Made in Europe (Brendan Croker)
Made in Europe è il secondo album del gruppo musicale anglo-belga Brendan Croker & The Serious Offenders.
L'album venne registrato ai Lion Studios di Leeds, nel West Yorkshire, e pubblicato nel 1993; il tecnico del suono è Guy Hatton.
La copertina è di Jo Clauwaert.
Le note di copertina invitano l'ascoltatore a scegliere un paese qualsiasi e un numero tra 1 e 12, imparando a memoria la canzone corrispondente, e a recarsi quindi immediatamente nel paese prescelto per cantare la canzone il più forte possibile.

## Tracce
1. Sittin' On Ready - 2:47 (Croker/Perry)
2. Which Way Will You Turn - 2:32 (Croker/Henry)
3. Sweet Sweet Love - 4:11 (Croker/Morgan)
4. Devil's Triangle - 5:08 (Croker/Foster)
5. If Forever - 2:56 (Croker/Longacre)
6. Daddy's Little Girl - 3:18 (Croker/Scruggs)
7. The Ultimate Wave - 2:46 (Croker/Pdw/Riguelle/Van Lierde)
8. Tous les jours pour moi c'est Bonnard - 2:19 (Lyon)
9. Full Time Fun - 3:09 (Croker/Sherrill)
10. Happy Home - 4:41 (Croker/Koller)
11. Heaven Knows I'm Miserable Now - 3:26 (Morrissey/Marr)
12. I'll Be There For You - 3:17 (Croker/Koller)

## Formazione
- Brendan Croker
- Patrick De Witte
- Patrick Riguelle
- Wigbert Van Lierde